# Amos Mosaner
Amos Mosaner (født 12. marts 1995 i Trento) er en italiensk curler fra Cembra.
Han er en olympisk guldmedaljevinder efter at have vundet mixeddouble-stævnet ved vinter-OL 2022 med partneren Stefania Constantini.